# Hypnotico
"Hypnotico"  là bài hát được thu âm bởi nghệ sĩ người Mỹ Jennifer Lopez cho album phòng thu thứ bảy của cô, Love? (2011). Nó ban đầu được RedOne, Lady Gaga, Aliaune "Akon" Thiam, Claude Kelly và Tami Chynn sáng tác cho album phòng thu thứ hai của Chynn Prima Donna năm 2007. Việc phát hành Prima Donna bị hủy và đến năm 2011, Lopez có hứng thú thu âm bài hát này khi làm việc với RedOne.